# 1-й стрелковый Его Величества лейб-гвардии полк

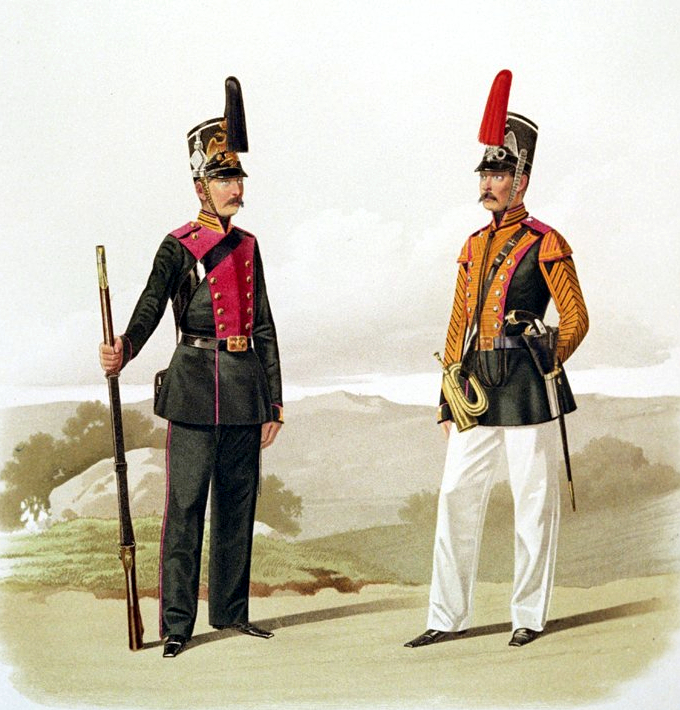
Пиратский К. К. Рядовой и Горнист Л.-Гв. Стрелковых батальонов в парадной форме. 1856 год.

Ле́йб-гва́рдии 1-й Стрелко́вый Его́ Вели́чества по́лк (до 1910 года — батальон) — стрелковый полк Российской Императорской гвардии.
Полковой праздник — 17 апреля (день памяти святых Зосимы и Савватия Соловецких).

## Организационные этапы существования полка
27 марта (8 апреля) 1856 года из чинов стрелковых рот полков 1-й Гвардейской пехотной дивизии при ней был сформирован четырёхротный Лейб-Гвардии 1-й Стрелковый батальон, которому были предоставлены права и преимущества Старой гвардии. 25 декабря 1857 (6 января 1858) был переименован в Лейб-Гвардии Стрелковый Его Величества батальон.
31 августа (12 сентября) 1870 года батальон был отчислен в состав вновь сформированной Гвардейской стрелковой бригады под командованием великого князя Владимира Александровича, а 20 августа (1 сентября) 1871 год он был переименован в Лейб-Гвардии 1-й Стрелковый Его Императорского Величества батальон.
16 (29) мая 1910 года батальон был развёрнут в лейб-гвардии 1-й Стрелковый Его Величества полк.
С 4 (17) марта 1917 года полк стал именоваться лейб-гвардии 1-м Стрелковым полком, но 8 мая 1918 года он был расформирован.
Летом 1919 года из бывших чинов полка была сформирована рота в Стрелковом батальоне 2-го Офицерского полка Добровольческой армии. С 12 октября 1919 года рота состояла в 1-м батальоне Сводного полка Гвардейской стрелковой дивизии, а с августа 1920 года — в 4-м батальоне Сводного гвардейского пехотного полка Русской армии. В эмиграции существовало объединение бывших офицеров полка во главе с полковником А. И. Джулиани, оставившем свои воспоминания о запасном батальоне полка, которым он командовал, и о событиях февраля 1917 года.

## Участие в походах и боевых действиях
С июня по ноябрь 1863 года батальон принимал участие в подавлении беспорядков (Польского восстания), находясь в Виленском военном округе.
14 (26) августа 1877 года батальон выступил в поход в русско-турецкую войну:
- 12 (24) октября участвовал при взятии укреплённой позиции между Телишем и Горным Дубняком;
- 10 (22)—11 (23) ноября — при взятии Правецкой укреплённой позиции;
- 17 (29)—21 ноября (3 декабря) — при взятии Врачешского перевала через Балканы, бой под Араб-Конаком;
- 19 (31) декабря — в сражении при деревне Ташкессен;
- 21 декабря 1877 года (2 января 1878 года) — в сражении у Враждебно на реке Искер;
- 23 декабря 1877 года (4 января 1878 года) — при занятии Софии;
- 3 (15) января 1878 года — в сражении у деревень Кадыкой и Айранли (рядом с Филиппополем).

Участвовал в боях Первой мировой и Гражданской войн. Действовал в ходе Красноставского сражения в июле 1915 г. и на Стоходе в июле 1916 г.

## Знаки отличия
16 (28) августа 1856 года батальону, в знак того, что батальон составлен из чинов 1-й Гвардейской пехотной дивизии, было пожаловано Георгиевское гвардейское знамя образца 1813 года: жёлтый крест, углы малиновые с белым пополам, шитьё — золотое. На знамени была надпись: «Въ воспоминаніе подвиговъ Россійской Гвардии». К началу Первой мировой войны знамя частично было утрачено. После войны оно было вывезено офицерами полка за рубеж. В настоящее время знамя находится в эмиграции.
6 (18) января 1879 года батальону были пожалованы знаки на головные уборы с надписью: «За Правец 10 и 11 Ноября и за Филиппополь 3, 4 и 5 Января 1878 года».

## Дислокация полка
- 1856 — Москва
- 1856—1861 — Санкт-Петербург
- 1861—1914 — Царское Село[6]

## Полковая церковь
В период нахождения батальона в Санкт-Петербурге стрелки пользовались бывшим храмом Лейб-гвардии Московского полка, освящённом в честь святого благоверного князя Александра Невского. Церковь находилась в здании казарм батальона (современный адрес: Набережная реки Фонтанки, дом № 90).
Царскосельский храм преподобных Зосимы и Савватия Соловецких находился в деревянной казарме на углу Павловского шоссе и Артиллерийской улицы. Церковь была освящена 17 (29) апреля 1857 год для Лейб-гвардии 2-го стрелкового батальона, а в 1863 году передана Лейб-гвардии 1-му стрелковому батальону. В одном здании с храмом находился полковой манеж. Рядом была установлена звонница с 9 колоколами. В церкви находились беломраморное Распятие и доски в память погибших в русско-турецкую войну 1877—1878 годов воинов. Кроме того, здесь хранились мундиры императоров — шефов полка — Александра II и Александра III.
11 (24) марта 1914 года на углу Павловского шоссе и Сапёрной улицы в присутствии императора состоялась закладка нового полкового каменного храма в честь святителя Алексия, митрополита Московского. Вопрос о сооружении нового храма был поднят ещё в 1905 году, но только через 9 лет император одобрил предложение князя М. С. Путятина о месторасположении будущей церкви. Храм строился по проекту архитектора А. В. Щусева. Однако к 1917 году церковь была возведена наполовину и впоследствии её снесли. Старый храм после расформирования полка стал приходским и был переосвящён во имя святых апостолов Петра и Павла. После расквартирования в соседних казармах 46-го стрелкового полка 16-й дивизии было решено закрыть церковь. Официальная ликвидация состоялась 11 января 1923 года.
Впоследствии на месте обоих храмов были выстроены жилые здания.

## Личный состав полка

### Командиры полка
| Командиры батальона и полка | Командиры батальона и полка                                                                                    |
| Даты                        | Командиры |
| --------------------------- | --- |
| 27.03.1856 — 09.06.1857     | флигель-адъютант полковник граф Строганов, Александр Сергеевич                                                 |
| 09.06.1857 — 23.04.1861     | флигель-адъютант полковник (с 17.04.1860 генерал-майор Свиты Его Величества) князь Шаховской, Алексей Иванович |
| 23.04.1861 — 25.05.1863     | флигель-адъютант полковник (с 30.08.1861 генерал-майор Свиты) Ребиндер, Александр Алексеевич                   |
| 25.05.1863 — 27.11.1864     | флигель-адъютант полковник (с 30.08.1864 генерал-майор Свиты) граф Шувалов, Павел Андреевич                    |
| 27.11.1864 — 04.12.1868     | полковник (с 30.08.1867 генерал-майор) Гельфрейх, Александр Богданович                                         |
| 04.12.1868 — 17.04.1874     | полковник (с 17.04.1870 флигель-адъютант) барон Арпсгофен, Карл-Владимир Генрихович                            |
| 17.04.1874 — 12.10.1877     | флигель-адъютант полковник Эбелинг, Михаил Александрович                                                       |
| 27.10.1877 — 12.02.1890     | полковник (с 30.08.1886 генерал-майор) Васмунд, Георгий Робертович                                             |
| 12.02.1890 — 17.02.1891     | флигель-адъютант полковник (с 30.08.1890 генерал-майор) Мальцов, Иван Сергеевич                                |
| 17.02.1891 — 22.11.1893     | полковник (с 30.08.1891 генерал-майор) Глазов, Владимир Гаврилович                                             |
| 22.11.1893 — 28.11.1895     | генерал-майор Чекмарев, Андрей Иванович                                                                        |
| 28.11.1895 — 07.02.1901     | полковник (с 14.05.1896 генерал-майор) Огарёв, Александр Николаевич                                            |
| 06.10.1901 — 19.11.1905     | полковник (с 06.04.1903 генерал-майор) князь Трубецкой, Николай Андреевич                                      |
| 19.11.1905 — 04.12.1907     | генерал-майор (с 22.04.1906 в Свите) Розеншильд фон Паулин, Анатолий Николаевич                                |
| 04.12.1907 — 27.09.1914     | генерал-майор (с 17.04.1911 в Свите) Николаев, Павел Тимофеевич                                                |
| 29.09.1914 — 07.02.1917     | полковник (с 18.12.1914 генерал-майор) Левстрем, Эрнест Лаврентьевич                                           |
| 07.02.1917 — 07.09.1917     | командующий полковник Крейтон, Сергей Николаевич                                                               |
| 19.09.1917 — 20.12.1917     | командующий полковник Верниковский, Георгий Константинович                                                     |
| 23.12.1917 — 01.03.1918     | полковник Канущин                                                                                              |

### Шефы полка
| Шефы батальона и полка         | Шефы батальона и полка                                |
| Даты                           | Шефы                                                  |
| ------------------------------ | ----------------------------------------------------- |
| 27 марта 1856 — 1 марта 1881   | император Александр II                                |
| 28 октября 1866 — 2 марта 1881 | наследник цесаревич Александр Александрович (2-й шеф) |
| 2 марта 1881 — 21 октября 1894 | император Александр III                               |
| 2 ноября 1894 — 4 марта 1917   | император Николай II                                  |